# Trichodactylus
Trichodactylus is een geslacht van kreeftachtigen uit de klasse van de Malacostraca (hogere kreeftachtigen).

## Soorten
- Trichodactylus (Mikrotrichodactylus) borellianus
- Trichodactylus (Trichodactylus) tifucanus
- Trichodactylus borellianus Nobili, 1896
- Trichodactylus crassus A. Milne-Edwards, 1869
- Trichodactylus cunninghami (Spence Bate, 1868)
- Trichodactylus dentatus H. Milne Edwards, 1853
- Trichodactylus ehrhardti Bott, 1969
- Trichodactylus faxoni Rathbun, 1906
- Trichodactylus fluviatilis Latreille, 1828
- Trichodactylus kensleyi Rodríguez, 1992
- Trichodactylus panoplus (von Martens, 1869)
- Trichodactylus parvus Moreira, 1912
- Trichodactylus petroplitanus
- Trichodactylus petropolitanus (Goldi, 1886)
- Trichodactylus quinquedentatus Rathbun, 1893